# Gottesmodul
Die Bezeichnung Gottesmodul (auch: Religionszentrum) wurde von dem US-amerikanischen Neuropsychologen V. S. Ramachandran für ein bestimmtes Hirnareal im Bereich der Schläfenlappen geprägt. Das Konzept ist dabei in der Wissenschaft umstritten. Die Forschung zu diesem Thema ist ein Teilbereich der Neurotheologie.
Das postulierte Gebiet zeigt bei Menschen in tiefer religiöser Versenkung eine erhöhte Hirnaktivität (Glukose-/Sauerstoffverbrauch) an. Nach den Versuchen von Ramachandran machte es dabei keinen Unterschied, ob es sich zum Beispiel um meditierende buddhistische Mönche oder etwa um ins Gebet versunkene katholische Nonnen handelt.